# Campeonato Europeo de Rugby League 1947/48
El Campeonato Europeo de Rugby League de 1947/48 fue la octava edición del principal torneo europeo de Rugby League.

## Equipos
- Francia
- Gales
- Inglaterra

## Posiciones
| Equipo     | Encuentros | Encuentros | Encuentros | Encuentros | Tantos  | Tantos    | Tantos     | Puntos |
| Equipo     | jugados    | ganados    | empatados  | perdidos   | a favor | en contra | diferencia | Puntos |
| ---------- | ---------- | ---------- | ---------- | ---------- | ------- | --------- | ---------- | ------ |
| Inglaterra | 4          | 3          | 0          | 1          | 71      | 42        | +29        | 6      |
| Francia    | 4          | 2          | 0          | 2          | 74      | 78        | -4         | 4      |
| Gales      | 4          | 1          | 0          | 3          | 50      | 75        | -25        | 2      |

Nota: Se otorgan 2 puntos al equipo que gane un partido, 1 al que empate y 0 al que pierda.
|  | Campeón |

## Resultados
| 20 de septiembre de 1947 | Inglaterra | 10 - 8 | Gales |  |  |

| 25 de octubre de 1947 | Inglaterra | 20 - 15 | Francia |  |  |

| 23 de noviembre de 1947 | Francia | 29 - 21 | Gales |  |  |

| 6 de diciembre de 1947 | Gales | 18 - 7 | Inglaterra |  |  |

| 20 de marzo de 1948 | Gales | 20 - 12 | Francia |  |  |

| 11 de abril de 1948 | Francia | 25 - 10 | Inglaterra |  |  |

| Bandera de Inglaterra |
| Campeón Inglaterra    |
| Cuarto título         |